# Countdown (film, 2019)
 (novembre 2024).
Pour les articles homonymes, voir Countdown.
Pour plus de détails, voir Fiche technique et Distribution.
Countdown  ou Application mortelle au Québec est un film d'horreur américain réalisé par Justin Dec, sorti en 2019.
Le film suit la jeune infirmière Quinn Harris qui télécharge l'application Countdown, qui prétend prédire exactement quand une personne va mourir, celle-ci lui annonce qu'il lui reste moins de trois jours à vivre. Au fil du décompte à l'issue fatale ponctué par les apparitions surnaturelles d'une mystérieuse silhouette et la découverte de cas d'autres personnes décédées avec leur téléphone indiquant la fin du compte à rebours, Quinn commence à paniquer à l'idée que sa vie prenne vraiment fin à l'heure prédite par l'application. Après avoir essayé de supprimer en vain Countdown de son smartphone, même en changeant de téléphone, Quinn fait la connaissance de Matt Monroe, un jeune homme qui compte aussi ses dernières heures.

## Synopsis
Lors d'une fête, Courtney, une adolescente, est convaincue par ses amis de télécharger Countdown, une application qui prédit apparemment le temps qu'il reste à vivre à l'utilisateur. Courtney est surprise de constater qu'elle n'a plus que trois heures à vivre. Après avoir évité de monter dans la voiture de son petit ami ivre, Evan, Courtney reçoit une notification indiquant qu'elle a rompu le contrat d'utilisation de l'application. De retour chez elle, elle est attaquée et tuée par une entité invisible alors que son compte à rebours atteint zéro. En même temps, Evan a un accident de la route, et une branche d'arbre traverse l'endroit où Courtney aurait dû s'asseoir.
Quinn Harris, une infirmière qui travaille à l'hôpital où un Evan blessé est admis, souffre de harcèlement sexuel fréquent de la part de son patron, le Dr Sullivan, mais a peur de le dénoncer car elle vient juste de passer son examen pour être infirmière. Quinn tombe sur Evan dans un aile fermée de l'hôpital où il lui parle de Courtney et de ses soupçons sur Countdown, l'application mortelle. Il révèle également à Quinn qu'il l'a téléchargé et que l'application lui indique qu'il mourra au moment où il doit subir une intervention chirurgicale. Quinn ne le croit pas, mais télécharge finalement l'application après que ses collègues l'aient téléchargée eux aussi. Elle est horrifiée d'apprendre par le biais de l'application qu'il ne lui reste que trois jours à vivre. Evan revient plus tard de son intervention chirurgicale et est informé qu'il a rompu l'accord d'utilisation de l'application. Il est confronté à une version démoniaque de Courtney et est tué par celle-ci.
Quinn rentre chez elle pour récupérer un document important et y trouve sa sœur cadette, Jordan, qui a une relation tendue avec elle après la mort de leur mère. Le lendemain, Quinn apprend la mort d'Evan et se procure son téléphone portable. Elle annule un projet de sortie avec Jordan et leur père avant d'être informée qu'elle a rompu l'accord d'utilisation. Elle est ensuite à nouveau harcelée par le Dr Sullivan avant de s'enfuir. Quinn fait des recherches sur l'application : elle apprend la mort de Courtney et que des choses similaires sont arrivées à d'autres utilisateurs de l'application, bien qu'elles soient largement considérées comme fausses, sauf que les choses étranges qui se passent sont bien réelles. Elle est effrayée par la vision d'un Evan mort et fuit son appartement. Elle est retrouvée le lendemain par Jordan et il lui apprend, par le biais de l'application, qu'elle n'a plus qu'un jour à vivre. De plus en plus paniquée, Quinn s'achète un nouveau téléphone portable mais découvre avec horreur que l'application Countdown s'est installée d'elle-même sur le nouveau téléphone. Après avoir été attaquée par une entité démoniaque, elle rencontre Matt, dont l'application Countdown déclare qu'il mourra quelques heures avant Quinn.
Le duo se dirige vers l'hôpital pour obtenir de l'aide du prêtre de l'hôpital, et Quinn apprend que le Dr Sullivan a trompé le personnel en lui faisant croire qu'elle l'a harcelé sexuellement : en conséquence de quoi, Quinn perd son poste d'infirmière. Matt est attaqué par l'entité qui prend la forme de son frère cadet qui est décédé d'une maladie il y a des années. La bande quitte l'hôpital et commence à soupçonner que quelque chose dans l'accord d'utilisation peut les aider. L'application indique que l'accord est rompu si l'utilisateur essaie de changer son destin et qu'il a changé les plans (le voyage de Quinn avec sa famille et Matt en train, par exemple) qui entraîneraient sa mort. Ils consultent le Père John qui déclare que le code de l'application peut les aider. Ils piratent le code avec l'aide d'un vendeur de téléphone et apprennent que Jordan a téléchargé l'application et doit mourir peu de temps avant Quinn. Avec l'aide de Derek, un employé d'une boutique de téléphones portables, ils ont piraté l'application pour ajouter plus d'années à leurs durées de vie restantes. Cependant, Quinn est attaquée par le démon invisible plus tard dans la nuit, et les comptes à rebours reviennent à leur état d'origine.
Après que Jordan soit attaquée par le démon invisible qui prend la forme de sa mère, le trio recontacte le Père John qui leur révèle le nom du démon, Ozhin, et la malédiction via le code de l'application avant de théoriser que la malédiction peut être brisée si quelqu'un meurt avant la fin de son compte à rebours ou vit après. Le compte à rebours n'a besoin d'être battu que d'une seconde, puis ils gagneront. Ils préparent un cercle de protection pour les protéger des attaques d'Ozhin mais Matt est attiré par Ozhin prenant la forme de son frère. Matt finit par être renversé par une voiture et tué alors que son dernier souffle expire exactement au moment où le compte à rebours de l'application arrive à zéro.
Jordan est également blessée dans l'attaque et Quinn l'emmène d'urgence à l’hôpital où elle apprend que le Dr Sullivan harcèle également d'autres membres du personnel féminin. Réalisant qu'elle pourrait tuer le Dr Sullivan et prendre les cinquante-sept ans que l'application Countdown lui avait prédits, Quinn l'attire dans l'aile fermée de l'hôpital et l'attaque, mais il est sauvé par Ozhin, qui réalise ce qu'elle fait. Ozhin traque Jordan alors que Quinn cherche à retrouver le Dr Sullivan après qu'elle l'ait blessé.
Ozhin se prépare à tuer Jordan alors que le compte à rebours de celle-ci s'épuise, mais Quinn s'injecte volontairement une forte dose de drogue, se sacrifiant pour détruire Ozhin. Jordan remarque que Quinn a écrit le mot « Narcan » sur son bras et y a dessiné un cercle avec une croix. Jordan la réanime avec une seringue remplie de Naloxone, et la malédiction semble brisée alors que le compte à rebours s'arrête.
Plus tard, Quinn, Jordan et leur père se rendent à la tombe de leur mère. En partant, Jordan reçoit une notification sur son téléphone portable, et leur apprend l'arrestation du Dr Sullivan après que plusieurs infirmières soient sorties du silence et ont rapporté des histoires d'agression sexuelle commises par lui. Quinn découvre que Countdown 2.0, la mise à jour de l'application Countdown, s'est téléchargée d'elle-même sur son téléphone portable, indiquant au spectateur que la malédiction n'a pas été brisée et que tout va recommencer.
Dans la scène mi-générique, nous retrouvons Derek dînant au restaurant avec son "date"  Tinder. Alors que son "date" se rend aux toilettes, le téléphone de Derek vibre. Il le déverrouille et l'application Countdown l'informe qu'il a rompu le contrat d'utilisation. Les lumières du restaurant s'éteignent avant qu'il ne soit attaqué (et probablement tué) par le démon invisible.

## Fiche technique
Sauf indication contraire, les informations mentionnées dans cette section peuvent être confirmées par les bases de données cinématographiques IMDb et Allociné,  présentes dans la section « Liens externes ».
- Titre original : Countdown
- Titre québécois : Application mortelle
- Réalisation : Justin Dec
- Musique : Danny Bensi et Saunder Jurriaans
- Sociétés de production :
- Société de distribution : STX Entertainment
- Budget : 6,5 millions de dollars
- Pays d'origine :  États-Unis
- Langue originale : anglais
- Genre : horreur
- Durée : 90 minutes
- Dates de sortie : 
  - États-Unis : 25 octobre 2019
  - France : 13 novembre 2019

## Distribution
Sauf indication contraire, les informations mentionnées dans cette section peuvent être confirmées par les bases de données cinématographiques IMDb et Allociné,  présentes dans la section « Liens externes ».
- Elizabeth Lail (VF : Karine Foviau ; VQ : Elizabeth Gauthier-Pelletier) : Quinn Harris[1]
- Jordan Calloway (VF : Eilias Changuel ; VQ : Louis Lacombe-Petrowski) : Matt Monroe
- Talitha Bateman (VF : Lou Lévy) : Jordan Harris
- Peter Facinelli (VF : Damien Ferrette ; VQ : Frédérik Zacharek) : Dr Sullivan
- Tichina Arnold (VF : Jocelyne Nzunga ; VQ : Catherine Hamann) : Amy, l'infirmière de garde
- P. J. Byrne (VF : Laurent Morteau ; VQ : Philippe Martin) : le père John
- Anne Winters (VF : Zina Khakhoulia) : Courtney
- Matt Letscher (VF : Emmanuel Gradi) : Charlie Harris, le père de Quinn et Jordan
- Dillon Lane (VF : Franck Lorrain ; VQ : Nicolas Bacon) : Evan
- Tom Segura (VF : Stéphan Imparato ; VQ : Alexandre Daneau) : Derek
- Charlie McDermott (VF : Donald Reignoux)[2],[3] : Scott
- Valente Rodriguez (en) (VF : Franck Capillery) : le père David
- John Bishop (VF : Bruno Magne) : Gerry
- Marisela Zumbado : (VF : Elsa Davoine) : Kate
- Christina Pazsitzky (en) : Krissy
- Lana McKissack : Rachel
- Andrea Anders (VF : Isabelle Auvray) : Jamie Harris
- Austin Zajur (VF : Arnaud Laurent) : Brock McMarsters

Version française
- - Société de doublage : Dubbing Brothers[3]
  - Direction artistique : Hervé Bellon[3]
  - Adaptation des dialogues : Ludovic Manchette et Christian Niemiec[3]
  - Enregistrement : Philippe Laurent[4]
  - Mixage du son : Olivier Chane[4]
  - Montage : Laure Montagnol[4]

 Source et légende : version française (VF) sur RS Doublage et selon le carton du doublage français sur le DVD zone 2.
 Source et légende : version québécoise (VQ) sur Doublage.qc.ca

## Accueil

### Critiques
La presse est plutôt mitigée par rapport à ce film, il reçoit la note de 2,8/5 sur Allociné.
Le Parisien titre « «Countdown» dans les pas de «Destination finale» ».
Le Nouvel Observateur n'est pas très satisfait du film : « Du fantastique générique, avec la totalité des accessoires du bouh-fais-moi‑peur, portes qui claquent, nuits inquiétantes, musique fracassante, accidents inexpliqués, sang sur les murs. Filmé par un ordinateur, ce serait la même chose. Sans dec. ».

### Box-office
| Pays ou région    | Box-office      | Date d'arrêt du box-office | Nombre de semaines |
| ----------------- | --------------- | -------------------------- | ------------------ |
| États-Unis Canada | 25 621 766 $    | 9 janvier 2020             | 11                 |
| France            | 411 035 entrées | 21 janvier 2020            | 10                 |
| Total mondial     | 48 021 766 $    | -                          | -                  |